# Bolivaritettix guilinensis
Bolivaritettix guilinensis är en insektsart som beskrevs av Deng, W.-a., Z. Zheng och S.-z. Wei 2007. Bolivaritettix guilinensis ingår i släktet Bolivaritettix och familjen torngräshoppor. Inga underarter finns listade i Catalogue of Life.